# Spyware Terminator
Spyware Terminator — бесплатная утилита для защиты компьютера от spyware, троянов и adware, разработанная компанией «Crawler». На данный момент количество загрузок с официального сайта превышает 32 миллиона. Программа получала множество наград, таких как Softpedia Editor's Review, WebUser Gold Award 2007, Downloadmix rating и другие.

## Особенности
По заявлению разработчиков на официальном сайте программа имеет такие особенности:
- Высокая скорость сканирования компьютера
- Многоязычный интерфейс
- Бесплатная поддержка
- Бесплатные автоматические обновления
- Запланированные проверки
- HIPS-защита
- Абсолютная бесплатность для домашнего применения

Spyware Terminator существует в 2 вариантах:
- Бесплатная версия
- Платная версия

Различия в функциональности двух версий представлены в таблице:
| Возможности                             | Бесплатная версия | Платная версия |
| --------------------------------------- | ----------------- | -------------- |
| Antispyware                             | +                 | +              |
| Antispyware-защита в реальном времени   | +                 | +              |
| Антивирусный сканер                     | −                 | +              |
| Антивирусная защита в реальном времени  | −                 | +              |
| Автоматическое обновление               | +                 | +              |
| Высокий приоритет обновления            | −                 | +              |
| Расширенные средства безопасности       | −                 | +              |
| Система предотвращения вторжений (HIPS) | +                 | +              |